# Netelia orientalis
Netelia orientalis là một loài tò vò trong họ Ichneumonidae.